# Benton (Kentucky)
Benton è un comune degli Stati Uniti d'America, situato nello Stato del Kentucky, nella contea di Marshall, della quale è il capoluogo.